# Rose tragiche
Rose tragiche (Moss Rose) è un film del 1947 diretto da Gregory Ratoff.
È un film giallo thriller statunitense, ambientato nella Londra vittoriana, con Peggy Cummins, Vincent Price Victor Mature e Ethel Barrymore. È basato sul romanzo Moss Rose di Joseph Shearing.

## Trama
In una Londra dei tempi passati il corpo della ballerina di fila Daisy Arrow viene ritrovato senza vita nella sua camera in affitto, con accanto una Bibbia che contiene come segnalibro una rara rosa di muschio: il coroner stabilisce che la morte è avvenuta per soffocamento, dopo che alla sventurata era stata somministrata una cospicua dose di sonnifero, le cui tracce si ritrovano nella tazza di tè presente nella stanza.
Nella camera accanto della pensione abita una collega ed amica della defunta, Belle Adair (nome d'arte per Rose Lynton), che è piuttosto certa, in base ad alcuni indizi, di chi possa essere l'assassino. In base ad alcune indagini personali ella ritiene trattarsi di Michael Drego, da poco ritornato in Inghilterra dopo aver passato la maggior parte della propria vita, fin dall'infanzia, col padre in Canada, lasciando in tal modo la madre, Lady Margaret – che era rimasta in patria -, con un forte senso di mancanza.
La volubile Belle rintraccia dunque Michael, e cerca invano di ricattarlo. Poi lo denuncia alla polizia. Poi lo scagiona. Infine lo ricatta davvero. Michael è a questo punto il maggior sospettato, e sottostà al ricatto. Ma non si tratta di denaro: Belle – di umili origini - gli chiede di poter trascorrere un paio di settimane nel sontuoso maniero della famiglia Drego, nel Devonshire, ed essere trattata come una signora dell'alta società.
Al castello Belle e Michael si innamorano, nonostante l'uomo sia fidanzato ufficialmente con la figlia del visconte Ashton, Audrey, che lui non ha mai amato. Audrey giunge in visita, e il matrimonio combinato è imminente. Quando Audrey viene trovata cadavere, con le stesse modalità dell'omicidio Arrow – sonnifero, soffocamento, Bibbia con rosa – allora Michael viene trattenuto dalla polizia. Al maniero, quella notte, lady Margaret prepara un tè per Belle, che – colta da improvviso sopore – si mette a letto, in stato di coscienza molto attenuato. Lady Margaret le si avvicina e pone sul giaciglio una Bibbia, con la consueta rosa di muschio in essa: a suo stesso dire, la pericolosamente squilibrata nobildonna si appresta a perpetrare il suo terzo omicidio, riuscendo finalmente in tal modo ad avere il figlio esclusivamente per sé. 
Michael e la polizia giungono in tempo per scongiurare la tragedia.

## Produzione
Il film, diretto da Gregory Ratoff su una sceneggiatura di Jules Furthman, Tom Reed e Niven Busch con il soggetto di Joseph Shearing (autore del romanzo), fu prodotto da Gene Markey per la Twentieth Century Fox Film Corporation

## Distribuzione
Il film fu distribuito negli Stati Uniti dal 30 maggio 1947 al cinema dalla Twentieth Century Fox.
Alcune delle uscite internazionali sono state:
- in Svezia il 17 settembre 1947 (Farlig gäst)
- in Portogallo il 26 luglio 1948 (Rosas Trágicas)
- in Finlandia il 3 settembre 1948 (Kohtalokkaat ruusut)
- in Francia il 28 gennaio 1949 (La rose du crime)
- in Grecia (To rodon tou eglimatos)
- in Italia (Rose tragiche)